# Municipio de Lower Turkeyfoot
El municipio de Lower Turkeyfoot (en inglés, Lower Turkeyfoot Township) es un municipio del condado de Somerset, Pensilvania, Estados Unidos. Tiene una población estimada, a mediados de 2024, de 535 habitantes.

## Geografía
Está ubicado en las coordenadas 39°52′16″N 79°21′22″O / 39.87111, -79.35611 (39.871181, -79.355994).

## Demografía
Según la estimación 2019-2023 de la Oficina del Censo, los ingresos medios de los hogares son de $52,917 y los ingresos medios de las familias son de $65,833. Alrededor del 11.1% de la población está por debajo de la línea de pobreza.